# Farscape : Guerre pacificatrice
Mauvais Timing The Beginning of the End of the Beginning
Farscape : Guerre pacificatrice (Farscape : The Peacekeeper Wars) est une mini-série de science-fiction écrite par Rockne S. O'Bannon et David Kemper, réalisée par Brian Henson, elle a été diffusée les 17 et 18 octobre 2004 sur Sci Fi Channel. Après l'annulation inattendue de la série Farscape en septembre 2002, elle a visé à conclure le suspense de fin de la quatrième saison de la série et plus généralement à résoudre quelques-uns des éléments importants de la série.

## Synopsis
Farscape : Guerre pacificatrice continue les aventures de l'astronaute John Crichton et de ses camarades intergalactiques. Récemment fiancés et futurs parents John Crichton (joué par Ben Browder) et Aeryn Sun (jouée par Claudia Black), après avoir été poursuivis dans toute la galaxie et être tombés amoureux, n'aspirent plus qu'à une chose : que leur bébé naisse et vive dans la paix.
Cependant, ils devront d'abord survivre à une guerre galactique entre les Scarrans et les Pacificateurs (en) ainsi qu'à toute une série de surprises inattendues qui sont devenues la marque de fabrique de cette série.

## Fiche technique
- Titre original : Farscape : The Peacekeeper Wars
- Titre français : Farscape : Guerre pacificatrice
- Réalisation : Brian Henson
- Scénario : Rockne S. O'Bannon et David Kemper
- Décors : Hoang Thanh At
- Costumes : Terry Ryan
- Photographie : Jeffrey Malouf
- Musique : Guy Gross
- Effets spéciaux : Benita Carey
- Maquillages et coiffures : Angela Conte et Sheldon Wade
- Casting : Ann Fay et Marianne Jade
- Production : Martin G. Baker, Robert Halmi Jr., Brian Henson, Rockne S. O'Bannon et David Kemper
- Société de production : Jim Henson Productions
- Durée : 182 minutes (2 parties)
- Dates de diffusion :  États-Unis sur Sci Fi Channel : les 17 octobre 2004 et 18 octobre 2004 /  France sur CinéCinéma : les 7 janvier 2006 et 14 janvier 2006

## Distribution
- Ben Browder (VF : Maurice Decoster) : Commandant John Crichton
- Claudia Black (VF : Laurence Charpentier) : Officier Aeryn Sun
- Anthony Simcoe (VF : François Siener) : Ka D'Argo
- Jonathan Hardy (VF : Raoul Delfosse) : Dominar Rygel XVIe
- Gigi Edgley (VF : Barbara Tissier) : Chiana
- Lani Tupu (en) (VF : Mark Lesser) : voix du Pilot
- Wayne Pygram (VF : Philippe Dumat) : Scorpius
- Paul Goddard (VF : Jean-François Vlerick) : Stark
- Tammy MacIntosh (en) (VF : Valérie Siclay) : Jool (Joolushko Tunai Fenta Hovalis)
- Melissa Jaffer (en) : Noranti (Utu-Noranti Pralatong)
- Raelee Hill (VF : Céline Mauge) : Sikozu (Sikozu Savala Shanti Sugaysi Shanu)
- David Franklin (en) (VF : Pierre-Jean Cherer) : Meeklo Braca
- Nathaniel Dean (en) : Jothee
- Rebecca Riggs (en) (VF : Dominique Dumont) : Commandant Mele-on-Grayza
- Francesca Buller (en) (VF : Régine Blaëss) : Ministre Ahkna
- Duncan Young (arz) (VF : Saïd Amadis) : Empereur Staleek
- Jason Clarke (VF : Bernard Métraux) : Jenek
- John Bach : Einstein
- Hugh Keays-Byrne (VF : Christian Pélissier) : Grunchlk
- Sandy Gore (en) (VF : Sylvie Genty) : Muoma
- Ron Haddrick (VF : Marc Cassot) : Yondalao
- Linal Haft (en) : Maryk
- Stephen James King (en) (VF : Paolo Domingo) : Pikal
- Tim McCunn : Caa'ta
- John Adam (en) (VF : Michel Vigné) : sergent Learko / lieutenant Jatog
- Kim De Lury (VF : Damien Ferrette) : capitaine Pacificateur
- Judi Farr (en) : Scarran doctor

Source VF : Doublage Séries Database

## Audiences
La mini-série a été vue en moyenne par 1,9 million de téléspectateurs pour les deux épisodes.